# Kassina schioetzi
Kassina schioetzi es una especie de anfibios de la familia Hyperoliidae.
Habita en Costa de Marfil, Guinea, posiblemente Burkina Faso, posiblemente Ghana y posiblemente Liberia.
Su hábitat natural incluye bosques tropicales o subtropicales secos y a baja altitud, sabanas secas, sabanas húmedas, marismas de agua dulce, corrientes intermitentes de agua dulce, tierra arable, pastos y jardines rurales.
Está amenazada de extinción por la pérdida de su hábitat natural.